# Zirbitzkogel
Zirbitzkogel é uma montanha dos Alpes de Seetal, subcordilheira dos Alpes de Lavanttal ou dos Alpes Nóricos. O rio Lavant, afluente do rio Drava, nasce nas vertentes meridionais desta montanha. Tem 2396 m de altitude.
O bloco da cúpula do Zirbitzkogel é formado por rocha cristalina; ardósia, gneisses e granitos predominam. Apesar da sua altitude comparativamente baixa, exibe um carácter de alta montanha. O seu relevo foi formado por glaciares da idade do gelo e movimentos de declive subsequentes. Na região rica em primavera há vários tarns, como os dois Winterleitenseen.
Florestas densas de abeto cobrem as encostas até a zona subalpina antes de serem sucedidas por povos dispersos de abeto, larch e pinheiro suíço (floresta suíça de pinheiros-lariço). Na área do cume domina o Carex, intercalado com planaltos quase nivelados. A cimeira tornou-se conhecida pelos ornitólogos como um habitat de reprodução para o borrelho-ruivo, alguns dos quais criados quase todo o ano até 1995. Depois disso, não foram avistadas mais ninhadas, embora os migrantes individuais e aves de poleiro fossem observados. As manchas expostas ao vento são dominadas pela azálea-alpina (Kalmia procumbens) e vários líquenes.
A área também é conhecida por pesquisadores de borboletas para várias espécies muito raras, incluindo a endémica Elophos zirbitzensis.
A montanha é uma região muito popular para caminhadas e passeios. No cume está o refúgio Zirbitzkogelhaus, e outras cabanas situam-se ao longo das rotas de subida. Pontos de partida adequados para escalar o Zirbitzkogel são St. Anna e St. Wolfgang bei Obdach no lado norte, e Neumarkt no lado sul.
A região do Zirbitzkogel foi incorporada nas regiões da Rede Natura 2000 e é designada como área protegida europeia desde maio de 2006.

## Imagens

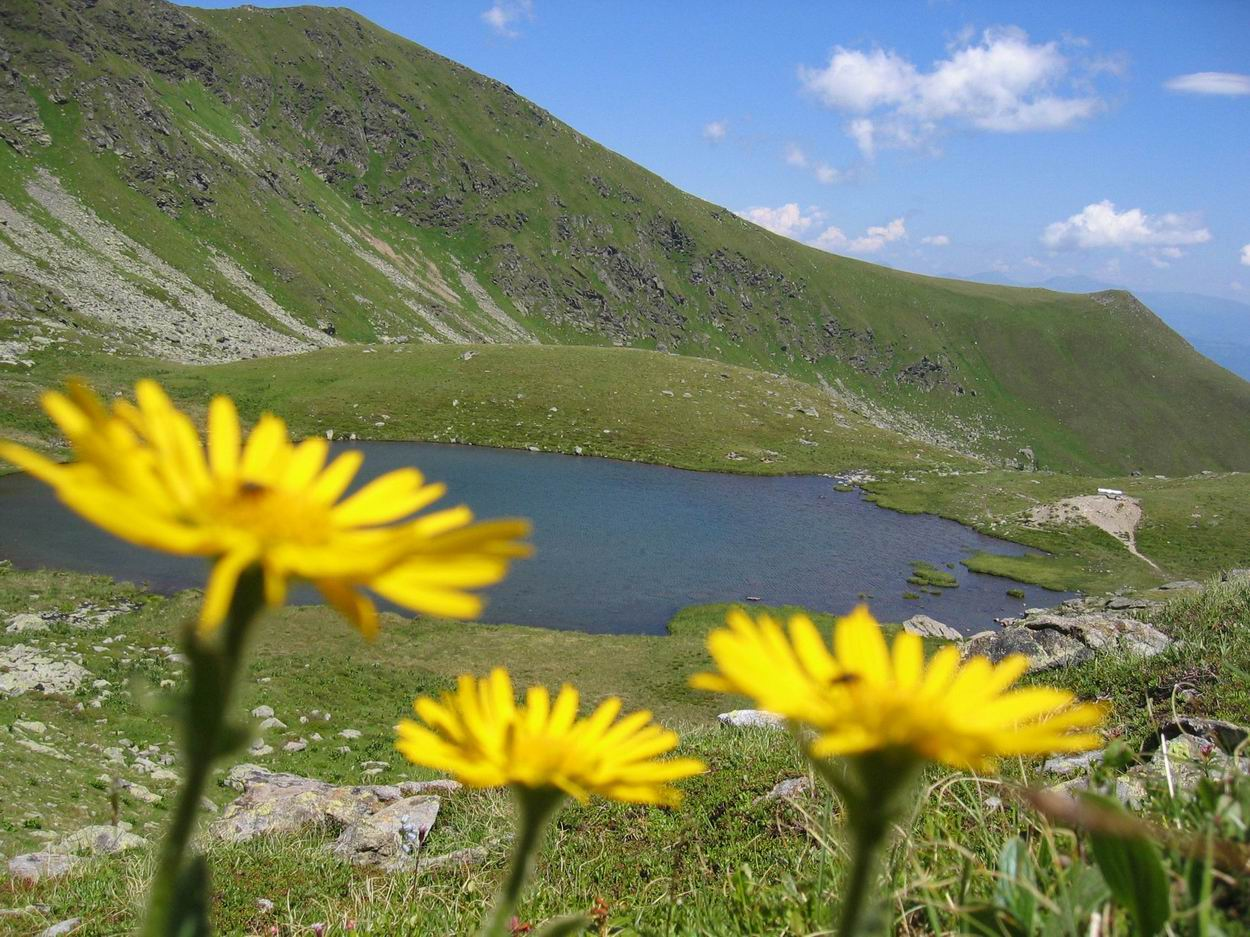
Lago Lindersee superior
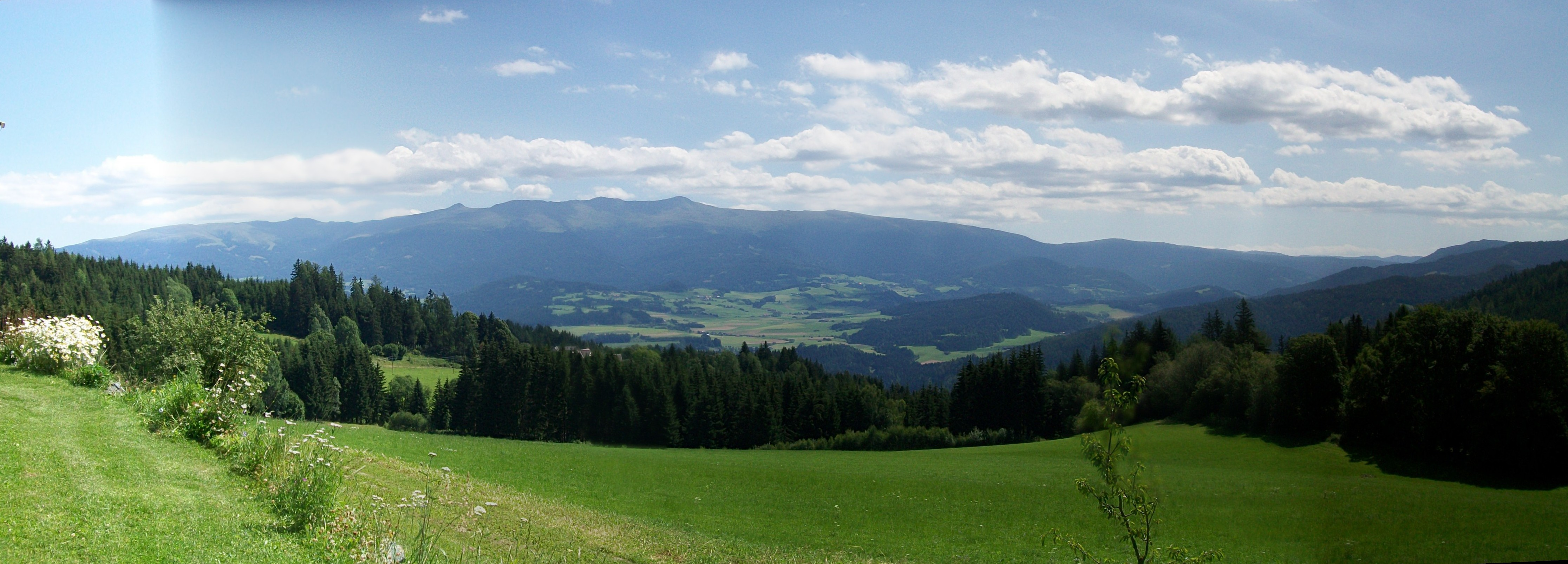
O Zirbitzkogel visto de oeste
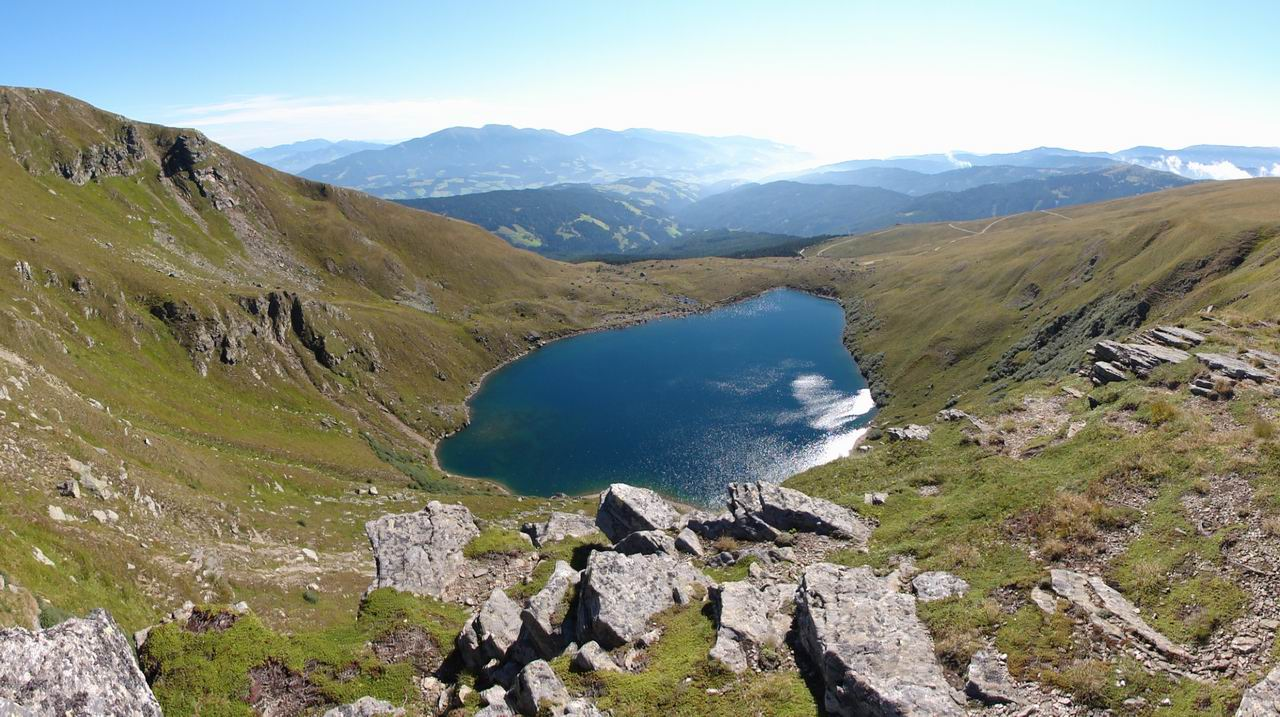
Lago Wildsee
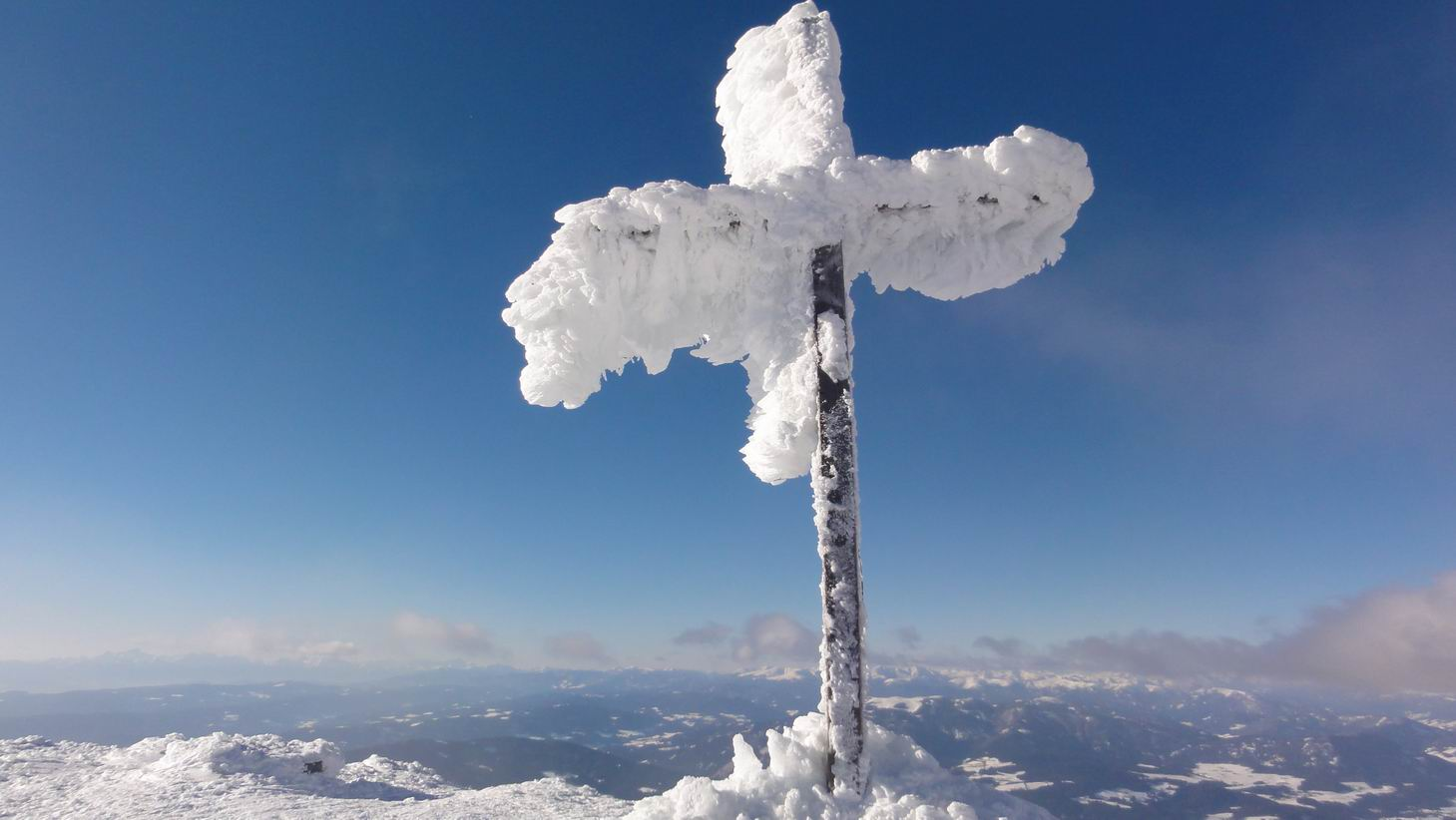
Cruz cimeira no inverno
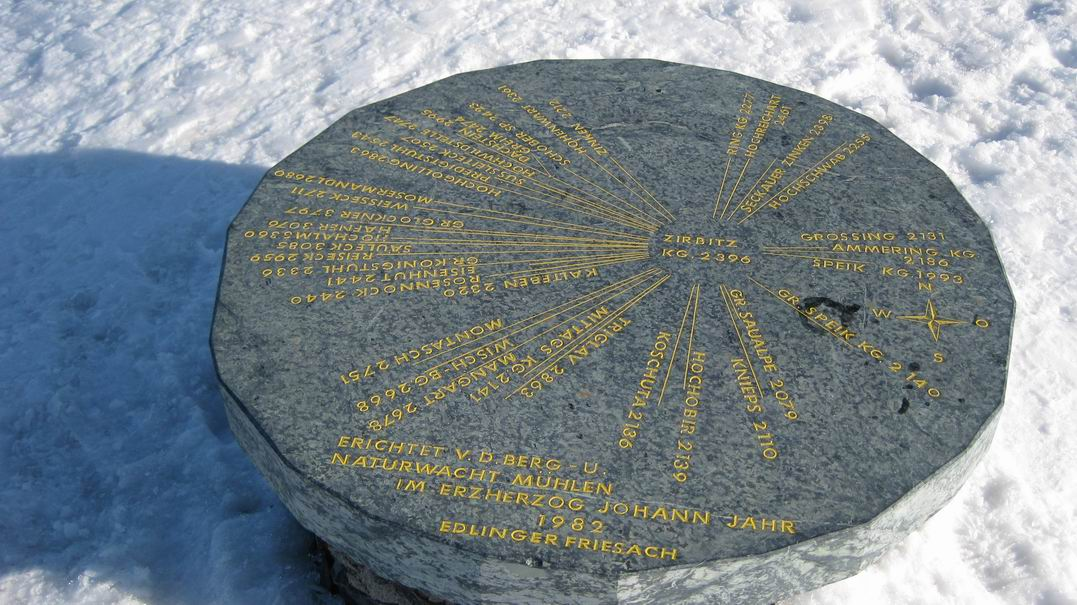
Toposcópio no cume do Zirbitzkogel